# Héctor Manuel Moya Cessa
Héctor Manuel Moya Cessa (Acayucan, 27 de junio de 1966) es un físico mexicano especializado en óptica cuántica. Se desempeña como investigador y docente en el Instituto Nacional de Astrofísica, Óptica y Electrónica.

## Biografía
Nacido en Acayucan, Veracruz, obtuvo una licenciatura en física por la Universidad Autónoma Metropolitana en 1990. En 1992 recibió una maestría en ciencias con especialidad en óptica por el Centro de Investigaciones en Óptica, A.C., en León, Guanajuato. Posteriormente realizó trabajos de doctorado con el profesor Sir Peter Knight en el Imperial College London.
Fue asociado regular del Centro Internacional de Física Teórica entre 1996 y 2015. Así mismo se desempeñó como presidente de la División de Información Cuántica de la Sociedad Mexicana de Física de 2011 a 2013.
Ha publicado importantes trabajos sobre la generación de estados no clásicos del campo electromagnético cuantificado y en iones atrapados. También ha estudiado analogías entre sistemas clásicos y cuánticos en matrices de guías de ondas y, junto con sus colaboradores, ha demostrado experimentalmente cómo realizar la transformada de Fourier discreta (DFT) en este tipo de sistemas. Utilizando esto ha demostrado que precisamente la DFT de un operador numérico en un espacio de Hilbert de dimensión s corresponde a la mejor definición de un operador de fase en óptica cuántica: el operador de fase de Pegg y Barnett.
En Óptica ha demostrado que el potencial de Bohm puede utilizarse para explicar la fase de Gouy. También ha demostrado que un medio GRIN, cuando se estudia más allá de la aproximación paraxial, genera una analogía con un medio Kerr cuántico. Al poder generar estados no clásicos como los gatos de Schrödinger (superposición de estados coherentes), la separación de un haz gaussiano se puede generar de esta manera sin el uso de divisores de haz.
Ha sido galardonado con diversos premios, entre ellos el Premio ICO–ICTP y el Premio de Investigación Científica de la Academia Mexicana de Ciencias, ambos en 2006. En 2021 recibió la Medalla Marcos Moshinsky por parte del Instituto de Física de la UNAM.
Es miembro de la Fundación Alexander von Humboldt y de la Academia Mexicana de Ciencias.